# Liatorp
Liatorp – miejscowość (tätort) w Szwecji, w regionie administracyjnym (län) Kronoberg, w gminie Älmhult.
Według danych Szwedzkiego Urzędu Statystycznego liczba ludności wyniosła: 531 (31 grudnia 2015), 573 (31 grudnia 2018) i 556 (31 grudnia 2019).